# ジョニーが凱旋するとき
『ジョニーが凱旋するとき』（When Johnny Comes Marching Home）は、アイルランド出身の音楽家パトリック・ギルモアによるアメリカの民謡または行進曲。『ジョニーが帰るとき』とも訳される。

## 概要
南北戦争の最中の1863年、北軍のバンド指揮者であったパトリック・ギルモアが、北軍で歌われていた酒宴の歌（Johnny Fill Up the Bowl）のメロディに新しい歌詞をつけてバンド曲に編曲したものである。元となった"Johnny Fill Up the Bowl"自体も、17世紀に英国で生まれたバラード曲に適当な替え歌をつけて歌ったもので様々なバージョンが知られているが、南軍兵を擬人化した「ジョニー」(Johnny)に対して杯を満たせと連呼する歌であり、全体として南軍側の政府・大統領・軍隊・人民などを蔑んだ内容となっていた。ギルモアの回想によると、戦場で兵士が口ずさんでいた北軍のはやり歌のメロディーが頭に残り、「ジョニー」の帰還を迎え讃える歌詞をつけたという。
「ジョニーが凱旋するとき」は南北戦争当時非常に人気があり、北軍のみならず南軍でも歌われた。また英国でもヒット曲となった。
なおメロディーが同じである反戦歌『あのジョニーはもういない』（Johnny I Hardly Knew Ye）は1867年に発表されかつ元は別のメロディが使われており、反戦歌の替え歌とするのは誤りである 。
替え歌としては、『アリの行進』（The Ants Go Marching）が知られており、テレビ放送されたり音楽グループによってカバーされたりしている。

## 歌詞
勝利し整然と行進して帰還する事を期待する歌詞の為「凱旋」と翻訳されているが英語のタイトル・歌詞には「凱旋(triumph)」などの言葉は無い。「凱旋」に当たる部分は"comes marching home"であり戦地に出立した時と同じ様に「行進しながら家に(帰って)来る」である。本当であるかはともかくギルモアは南軍で戦っていた婚約者の安全な帰還を願う彼の姉妹の為にこの歌詞を書いたと言われる。兵士を鼓舞する為と言うよりかは家族や親しい者の無事の帰還を願う歌詞である。
| 英語原詞 | 日本語訳 |
| --- | --- |
| When Johnny comes marching home again Hurrah! Hurrah! We'll give him a hearty welcome then Hurrah! Hurrah! The men will cheer and the boys will shout The ladies they will all turn out And we'll all feel gay When Johnny comes marching home. | ジョニーが再び行進しながら家に帰って来る時には フラー！フラー！ 私達は心からの歓迎で迎えるだろう フラー！フラー！ 男達は喝采し、男の子達は叫び 淑女は皆が迎えに出て来る。 そして皆が陽気になるだろう ジョニーが行進しながら家に帰って来る時には。         |
| The old church bell will peal with joy Hurrah! Hurrah! To welcome home our darling boy, Hurrah! Hurrah! The village lads and lassies say With roses they will strew the way, And we'll all feel gay When Johnny comes marching home.            | 村の古い教会は喜びの鐘を鳴らすだろう フラー！フラー！ 私達の愛する男の子を迎えるために、 フラー！フラー！ 村の若者と女の子達は声を掛ける、 道に撒く為の薔薇の花を持ち、 そして皆が陽気になるだろう ジョニーが行進しながら家に帰って来る時には。           |
| Get ready for the Jubilee, Hurrah! Hurrah! We'll give the hero three times three, Hurrah! Hurrah! The laurel wreath is ready now To place upon his loyal brow And we'll all feel gay When Johnny comes marching home.                           | 祝賀の準備をしよう、 フラー！フラー！ そして我等の英雄に3度の栄誉の歓呼を送ろう、 フラー！フラー！ 月桂冠は用意出来た 誠実な彼の頭に載せるために そして皆が陽気になるだろう ジョニーが行進しながら家に帰って来る時には。                                  |
| Let love and friendship on that day, Hurrah, hurrah! Their choicest pleasures then display, Hurrah, hurrah! And let each one perform some part, To fill with joy the warrior's heart, And we'll all feel gay When Johnny comes marching home.   | その日は愛情と友情の日としよう、 フラー、フラー！ 愛情と友情の最上の喜びを示す為に、 フラー、フラー！ そして誰もが何かしら出来るようにしよう、 私達の戦士の心を喜びで満たす為に、 そして皆が陽気になるだろう ジョニーが行進しながら家に帰って来る時には。 |

註釈
- "Hurrah"とは歓呼して迎えることを意味する。日本語の「万歳」に当たる。
- "three times three"とは栄誉を讃える掛け声"hip hip hooray"を3唱する事である。また、"hurrah"は"hooray"の変種である。

## 挿入歌としての使用例
日本では、日本映画の『塀の中の懲りない面々』やアメリカ映画の『博士の異常な愛情』、『ダイ・ハード3』、『7月4日に生まれて』などにも使われていることで有名。他には『風と共に去りぬ』、『第十七捕虜収容所』、『西部開拓史』、『スモール・ソルジャーズ』などのアメリカ映画で使用されているほか、日本のアニメ作品である『グリザイアの迷宮』『BLACK LAGOON Roberta's Blood Trail』 や、『ガールズ&パンツァー劇場版』の大学選抜のT28超重戦車の登場シーンなどにも使用されている。なお、本来は悲壮感漂う音楽であることから暗いシーンで使われることが多いが、『ダイ・ハード3』ではテンポをあげて勇ましい曲調に編集し、ニューヨーク連邦準備銀行の金庫からテロリストが金塊を奪取するシーンで使われている。アメリカの作曲家ロイ・ハリスは、この民謡を主題にした交響的序曲『ジョニーが凱旋するとき』を1932年に作曲している。